# La Bourdinière-Saint-Loup
La Bourdinière-Saint-Loup is een gemeente in het Franse departement Eure-et-Loir (regio Centre-Val de Loire) en telt 522 inwoners (2004). De plaats maakt deel uit van het arrondissement Chartres.

## Geografie
De oppervlakte van La Bourdinière-Saint-Loup bedraagt 19,8 km², de bevolkingsdichtheid is 26,4 inwoners per km².
De onderstaande kaart toont de ligging van La Bourdinière-Saint-Loup met de belangrijkste infrastructuur en aangrenzende gemeenten.

## Demografie
Onderstaande figuur toont het verloop van het inwonertal (bron: INSEE-tellingen).

1. ↑  Populations de référence 2022.